# Antonius Maria Zaccaria
Antonius Maria Zaccaria, geboren te Cremona in december 1502 en aldaar overleden op 5 juli 1539, was een zoon van Lazzaro en Antonia Pescaroli Zaccaria : een voorname Italiaanse familie. Op zijn geboortedag werd hij zonder dralen gedoopt in de kathedraal van Cremona, wellicht door zijn oom Don Tommaso Zaccaria, die er kanunnik was. Toen hij ternauwernood twee jaar was, stierf zijn vader.

## Opleiding en wijding
Antonio studeerde aan de universiteit van Pavia (Lombardije). Nadien, vanaf 1520, leerde hij geneeskunde aan de universiteit van Padua en vanaf 1524 beoefende hij te Cremona het beroep van arts. Ingevolge zijn medevoelen met de armen en behoeftigen beschouwde hij mettertijd het priesterschap als zijn roeping. Bijgevolg vatte hij daartoe de studie aan toen hij 26 was.

Op 20 februari 1529 werd Zaccaria priester gewijd door bisschop Luca di Seriate. Hij ving zijn nieuwe functie aan, in hospitalen en in instellingen voor armen. 

## Stichting van gemeenschappen

### Eerste Barnabietenhuis
In 1530 werd hij geestelijk raadsman van gravin Ludovica Torelli van Guastalla (destijds de kleine provincie Guastalla) die hij volgde naar Milaan. 
In deze stad aangekomen en er getroffen door het leed van de behoeftigen, richtte hij de "congregatie van de Barnabieten" op, en enkele jaren later, voor vrouwen, de congregatie van de Engelen van Sint-Paulus. Voor leken nam hij een gelijkaardig initiatief met als naam: Oblaten van Sint-Paulus. Het doel van deze groepen was: hulp bieden aan de behoeftigen in de samenleving, evangelische prediking, onderwijs en bekering. 

### Pauselijke goedkeuring
Op 18 februari 1533 gaf paus Clemens VII aan Zaccaria officieel toestemming voor de vorming van de religieuze groepen, echter zonder vermelding van hun naam of patroon. Twee jaar later, op 25 juli 1535, bevestigde paus Paulus III met een bul de toewijding van Zaccaria’s groepen aan Paulus.

### Tweede Barnabietenhuis
In 1536 begaf Zaccaria zich naar  Vicenza waar hij het initiatief nam om op vrijdag de klokken te luiden op het stervensuur van Jezus Christus en het veertigurengebed te laten bidden tussen Goede Vrijdag en Pasen.
Gedurende zijn verblijf in deze stad hervormde hij twee kloosters en stichtte hij een tweede Barnabietenhuis.

## Ziekte en overlijden

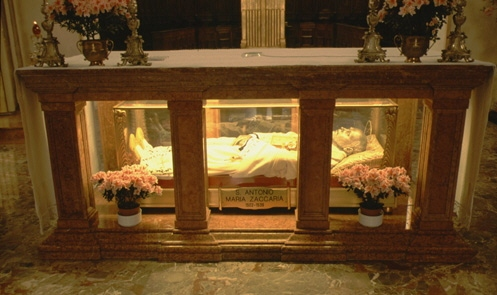
Schrijn met het stoffelijk overschot van Zaccaria in de Sint-Barnabaskerk te Milaan.

Tijdens een missie in Guastalla, in 1539, werd Zaccaria getroffen door een hevige koorts en extreme vermoeidheid. Dit ziekteverschijnsel, gecombineerd met Zaccaria’s veelvuldige verstervingen en zijn zwakke gezondheid, leidden tot zijn vroegtijdige dood op 5 juli 1539. Hij stierf om 3 uur ‘s namiddags, in de armen van zijn bejaarde moeder, in zijn woning te Cremona (tevens zijn geboortehuis). Hij was er omringd door zijn eerste congregatiegezellen en werd slechts 37 jaar.

Bisschop Luca di Seriate die hem destijds priester had gewijd, leidde de begrafenisplechtigheid waarbij zowel de aristocratie als de eenvoudige bewoners van Cremona en omliggende gemeenten aanwezig waren.

Zaccaria werd begraven in het klooster van de “Engelen van Sint-Paulus”. Zevenentwintig jaar later werd zijn lichaam opgegraven en trof men het intact en onaangetast aan. 
Thans bevindt het zich in een schrijn in de Sint-Barnabaskerk te Milaan.
Antonius Maria Zaccaria liet weinig geschriften na: twaalf brieven, zes sermoenen, evenals een verzameling regels van de Barnabietenorde.

## Heiligverklaring
Op 27 mei 1897 werd hij heilig verklaard door paus Leo XIII.

Hij is de patroon van de medici en zijn feestdag wordt gevierd op 5 juli.